# Historia de Arda
La historia de Arda es la historia de los eventos ocurridos en el mundo conocido generalmente como Valinor, Beleriand y la Tierra Media. La historia de Arda se divide en Edades, cada una de las cuales se puede medir en años, ya sea años valianos o años solares, dependiendo del patrón que se use para medir el tiempo: los ciclos de los Dos Árboles o los ciclos de la Tierra y el Sol.

## Creación
Antes de que transcurra el tiempo, Arda es creada a través de la música de los Ainur, cuando Eru Ilúvatar, el Creador, le propone a sus primeros seres (los Ainur) hacer una música que ellos nunca antes habían imaginado. A partir de esta música Eru crea el mundo y el universo (Eä) y varios Ainur entran entonces en la historia de Arda.

## Las Lámparas
Transcurre mucho tiempo (no se conoce la cantidad) hasta que Arda está completamente formada y entonces los Ainur descienden a ella. El tiempo comienza a medirse desde entonces y los Valar (los Ainur más poderosos) guerrean durante mucho tiempo con  Melkor (el más poderoso de ellos) dentro de Arda, hasta que lo expulsan y tienen paz. Los Valar construyen entonces las Lámparas con las que iluminan Arda. Sin embargo Melkor regresa y en venganza destruye las lámparas y los Valar huyen al continente de Aman, abandonando el de la Tierra Media (o Endor) a Melkor.

## Los Árboles

División de los quendi (elfos).

Establecidos y fortalecidos en Aman, los Valar crean los Dos Árboles con los que iluminan su tierra. El período de floración de ambos árboles es el que indica la medición de tiempo, y la equivalencia de los años valianos. Es probable que en esta época el Vala Aulë haya creado a los Enanos. Durante este tiempo también, cuando la Valië Varda rehace las estrellas con más brillo, los Elfos despiertan al este de Endor y los Valar guerrean con Melkor para protegerlos. Melkor es vencido y hecho preso en Aman. Los Elfos son convocados a vivir con los Valar y los que los siguen emprenden la Gran Marcha de los elfos, en la que los Elfos se dividen en las razas Vanyar, Noldor y Teleri.
Ya en Aman, los Elfos prosperan pero Melkor termina siendo liberado. Melkor siembra la discordia entre los príncipes de los Noldor y termina matando los Dos Árboles y robando el tesoro más preciado de los Noldor: los Silmarils. Los Noldor huyen de Aman y van en persecución de Melkor (al que a partir de entonces le llaman Morgoth) a Endor.

## La Luna y el Sol
Los valar crean los astros de Isil (la Luna) y Anar (el Sol) con los restos de los Árboles y el tiempo comienza a medirse en años solares. Al salir el Sol por primera vez, cosa que ocurre tras realizar la Luna sus siete primeros viajes por el cielo, los Hombres son creados. Las Edades del Sol son las edades de los Hijos Menores de Ilúvatar.

### Primera Edad
Los Noldor se establecen en Beleriand y hacen alianza con los Sindar en contra de Morgoth. Los Hombres llegan a Beleriand y se alían con ellos también. Morgoth los vence a casi todos al final, hasta que Eärendil el marinero intercede por Elfos y Hombres ante los Valar y estos deciden ayudar a los pueblos libres contra Morgoth, al que vencen y expulsan al Vacío Intemporal. Los Hombres amigos de los Elfos son premiados con la isla de Númenor.

### Segunda Edad
Los Númenóreanos prosperan y crecen en sabiduría, poder y riqueza. Sin embargo comienzan a envidiar la inmortalidad de los Elfos y en Endor se convierten en señores ya no de sabiduría sino de poder ante los demás hombres que los deifican. Sauron, que era el lugarteniente de Morgoth, se levanta de nuevo y siembra el mal en la Tierra Media, donde los hombres se le alían. Sauron hace la guerra a los Elfos por los Anillos de Poder y el Anillo Único que posee, pero gracias a los Númenóreanos es vencido. Después Sauron es llevado preso a la isla, donde pervierte al rey y lo convence de invadir Aman para adquirir la inmortalidad. Ante esto, los Valar acuden a Eru Ilúvatar, que destruye Númenor, y provoca que Arda, que era plana, se vuelva esférica desde entonces. Aman y Tol Eressëa quedan fuera de los círculos del mundo y son llevadas a un plano al que solamente los Elfos que se embarquen en el mar pueden llegar a través del Camino Recto. Los Númenóreanos sobrevivientes llegan a Endor y fundan los reinos de Arnor y Gondor, que le hacen la guerra a Sauron en la Última Alianza de Elfos y Hombres. Sauron es aparentemente destruido y el Anillo se pierde.

### Tercera Edad
Los reinos de Arnor y Gondor prosperan pero con el paso del tiempo decaen. Los Elfos también decaen en el olvido y la tristeza. Sauron vuelve a tomar forma en busca de su Anillo, pero no lo encuentra: hacía tiempo que Gollum lo había llevado a las montañas. Llegan los Istari desde Aman para ayudar a los pueblos libres contra Sauron. Las diferencias entre Elfos y Enanos crecen. Los Enanos también caen en desgracia por el Balrog de Moria y por las guerras con los Orcos y los Dragones. Al final el Anillo es hallado por los hobbits que son los que llevan la responsabilidad de destruirlo. Al terminar la Tercera Edad los Elfos ya están en decadencia y los Señores Elfos de las antiguas edades dejan Endor para siempre. Desde entonces, los Hombres toman el dominio de Endor y de la historia.

### Cuarta Edad en adelante
Los Hombres prosperan. Hay pocas historias escritas sobre la Cuarta Edad. Lo único que se sabe es que a partir de entonces los Hombres dominan la historia hasta nuestros días.

## El fin
Se sabe que al final se desarrollará la Dagor Dagorath, la última batalla, que dará fin al mundo y el tiempo y Eru restaurará las cosas de acuerdo a su plan original. Los Hijos de Eru tendrán un papel destacado junto con los Ainur, y Melkor, tras regresar a Arda por un tiempo, será vencido por completo.